# Aleksandra Cieślak
Aleksandra Cieślak (ur. 1981) – autorka tekstów dla dzieci oraz dorosłych, ilustratorka, graficzka, reżyserka, rzeźbiarka. Stypendystka Ministra Kultury i Dziedzictwa Narodowego – Młoda Polska 2011. Była trzykrotnie nominowana do nagrody Astrid Lindgren Memorial Award (2016, 2017 i 2018).

## Życiorys
Aleksandra Cieślak ukończyła studia artystyczne na Wydziale Grafiki Akademii Sztuk Pięknych w Warszawie (dyplom w Pracowni Projektowania Książki) oraz Staatliche Akademie der Bildenden Kuenste w Stuttgarcie. Jest autorką ilustracji między innymi dla takich wydawnictw jak Wydawnictwo Dwie Siostry i Wydawnictwo Bona. Artystka ma na koncie wystawy indywidualne i zbiorowe oraz cykle warsztatów, prowadzone m.in. w ramach projektu Look! Polish Picturebook!, w Polsce i za granicą. Zaprojektowała wiele plakatów na różne wystawy, festiwale oraz wydarzenia kulturalne. W 2020 roku zainicjowała „Dziady na Mickiewicza”, rytuał-manifestację w obronie praw kobiet, który został zrealizowany wspólnie z sąsiadami, reżyserem, Oskarem Sadowskim, oraz artystkami i artystami z Kolektywu Aurora. Miejscem, w którym zrealizowano projekt, jest warszawska kamienica zwana Szklanym Domem, w której Kolektyw Aurora wystawił również przedstawienia „Pokój na Mickiewicza” oraz „Królowa Śniegu. Rytuał rozmrażania serc”.

## Książki autorskie
- 2009: Love Story, Wydawnictwo Dwie Siostry, Warszawa,
- 2010: Od 1 do 10, Wydawnictwo Dwie Siostry, Warszawa,
- 2011: Złe Sny, Wydawnictwo Bona, Kraków,
- 2014: Co wypanda, a co nie wypanda?, Wydawnictwo Dwie Siostry, Warszawa,
- 2015: Co by tu wtrąbić, Wydawnictwo Dwie Siostry, Warszawa,
- 2015: Koala Disco, Wydawnictwo Dwie Siostry, Warszawa,
- 2016: Piwnice, Wydawnictwo Dwie Siostry, Warszawa,
- 2016: Książka do zrobienia, Wydawnictwo Dwie Siostry, Warszawa,
- 2017: Dodělej si knihu, Baobab-Books, Bazylea,
- 2017: Świńska Książeczka, Wydawnictwo Bona, Kraków,
- 2018: U Fryzjera, Wydawnictwo Chmurrra Burrra, Kraków[3].

## Wystawy zbiorowe
- 2010: Sto miliardów za upadek sztuki, Warszawa[6],
- 2013: Wystawa Malarze ilustracji, Warszawa[7],
- 2014: People are strange, BWA Olsztyn[8],
- 2015: Inside Out. Polish Graphic Design and Illustration in the Making, Nowy Jork[9].

## Wystawy indywidualne
- 2010: Projekt Próżna, Warszawa[10],
- 2014: Ola Cieślak – ilustracje, Tarnobrzeg[11].

## Wybrane projekty
- 2010: Przytul Agatkę – seria misiów dla dorosłych[12],
- 2011: Tit Anik – seria komiksów[13],
- 2013: IV imieniny Joli Bord – Warszawy dla dzieci, Skwer Kompanii Żniwiarza[14],
- 2014: Kolekcja Kilerzy – kolekcja inspirowana filami Killer oraz Kiler-ów 2-óch sprzedawana w sklepie marki Empik[15],
- 2015: Co by tu wtrąbić w sobotę? – warsztaty plastyczne z Aleksandrą Cieślak dla dzieci w wieku 4–8 lat, Warszawa[16],
- 2016: Karnawałowe koala disco! – bal z Olą Cieślak, Księgarnia Dwie Siostry w Warszawie – zabawa karnawałowa oraz warsztaty plastyczne dla dzieci[17],
- 2017: Cykl wykładów „Książka do zrobienia”[18],
- 2017: Illustration Workshop with Aleksandra Cieślak in Birmingham – warsztaty ilustratorskie[19],
- 2018: Look! Polish Picturebook! – warsztaty ilustratorskie prowadzone m.in. Bergen, Aarhus[20],
- 2020: Aleksandra Cieślak, Edward Sielicki Piwnice. Zagadki spod podłogi – spektakl dostępny online[21],
- 2021: Elektra warsztaty. Działania performatywne inspirowane „Elektrą” – warsztaty dla dorosłych, Warszawa[22],
- 2021: „Królowa Śniegu. Rytuał rozmrażania serc” – performans Kolektywu Aurora[5].

## Nagrody i wyróżnienia
- 2010: Wyróżnienie w konkursie IBBY na książkę roku w kategorii książka obrazkowa za od 1 do 10[23],
- 2013: Złoto w konkursie KTR w kategorii ilustracja, za okładkę „Kwartalnik 2+3d”[24],
- 2017: Wyróżnienie BolognaRagazzi Award for Children’s Books on Art dla Książki do zrobienia[25].